# Glyphea
Glyphea is een geslacht van uitgestorven kreeftachtigen uit de klasse van de Malacostraca (hogere kreeftachtigen).

## Soort
- Glyphea carinata de Tribolet, 1875 †